# Bisdom San Felipe (Chili)
Het bisdom San Felipe (Latijn: Dioecesis Sancti Philippi) is een rooms-katholiek bisdom met als zetel San Felipe, in Chili. Het bisdom is suffragaan aan het aartsbisdom Santiago de Chile. 

## Geschiedenis
Het bisdom werd opgericht op 18 oktober 1925, uit delen van het aartsbisdom Santiago de Chile. 

## Parochies
Het bisdom had in 2020 een oppervlakte van 10.302 km2 en telde 337.720 inwoners waarvan 63,1% rooms-katholiek was.

## Bisschoppen
- Melquisedec del Canto Terán (14 december 1925 - 18 maart 1938)
- Roberto Bernardino Berríos Gaínza (19 maart 1938 - 23 november 1957)
- Ramón Munita Eyzaguirre (23 november 1957 - 23 april 1963)
- José Luis Castro Cabrera (10 mei 1963 - 26 januari 1965)
- Enrique Alvear Urrutia (7 juni 1965 - 9 februari 1974)
- Francisco de Borja Valenzuela Ríos (25 maart 1974 - 3 mei 1983; aartsbisschop op persoonlijke titel)
- Manuel Camilo Vial Risopatrón (20 december 1983 - 21 september 2001)
- Cristián Enrique Contreras Molina (19 juli 2002  - 21 september 2018)
  - Jaime Cesar Ortiz de Lazcano Piquer (apostolisch administrator: 21 september 2018 - 15 augustus 2020)
- Gonzalo Arturo Bravo Álvarez (26 mei 2020 - heden)

Santiago de Chile (aartsbisdom) · Linares · Melipilla · Rancagua · San Bernardo · San Felipe · Talca · Valparaíso